# Emmy Worm-Müller
Emmy Worm-Müller (født Emmy Helene Hornemann, 3. maj 1875 i Strinda – 23. august 1950) var en norsk teater- og filmskuespillerinde.

## Filmografi
- 1942 – Trysil-Knut
- 1939 – De vergeløse, fru Flugum
- 1938 – Bør Børson Jr., Hilda Torsøien
- 1933 – En stille flirt, Marte
- 1927 – Syv dager for Elisabeth, Josefine Hansen, plejemor
- 1924 – Til sæters, Kari
- 1912 – Hemmeligheden, Fiskerens kone
- 1911 – Bondefangeri i Vaterland, en gatepige